# Protuberância antitorpedo

Esquema em corte de um navio com uma protuberância antitorpedo

A protuberância antitorpedo é uma forma de defesa contra torpedos empregada em alguns navios de guerra entre a Primeira e Segunda Guerra Mundial. Ela envolvia instalar adições compartimentalizadas às laterais dos cascos das embarcações com a intenção de detonar torpedos, absorver suas explosões e contar inundações sem danificar o casco principal do navio.

## Aplicação
Em essência, a protuberância antitorpedo é uma adição compartimentalizada abaixo da linha d'água e isolada do volume interno de um navio de guerra. Ela é parcialmente preenchida por líquido, com o restante sendo preenchido com ar. Em teoria, um ataque de torpedo romperia e inundaria o componente externo e preenchido por ar da protuberância, enquanto a parte interna preenchida por água dissiparia o choque e absorveria a explosão, além de quaisquer estilhaços resultantes, deixando o casco principal da embarcação estruturalmente intacto. Anteparas transversais dentro da protuberância limitariam a inundação à área danificada.
Esse sistema foi desenvolvido pelo engenheiro britânico Eustace Tennyson d'Eyncourt, o Diretor de Construção Naval, que fez com que em 1914 os quatro cruzadores protegidos mais antigos da Classe Edgar recebessem as protuberâncias. Todas as novas construções da Marinha Real Britânica começaram a receber o sistema a partir do mesmo ano, começando com os couraçados da Classe Revenge e os cruzadores de batalha da Classe Renown. Navios mais antigos também receberam protuberâncias, como a norte-americana Classe Pennsylvania e a japonesa Classe Fusō, dentre muitas outras.
Como as protuberâncias também aumentavam a boca dos navios, elas causavam uma redução na velocidade máxima. Dessa forma, combinações de protuberâncias estreitas e internas começaram a aparecer a partir da década de 1920, tendo desaparecido completamente da construção naval no fim da década de 1930. Elas foram substituídas por arranjos compartimentalizados de função similar.